# محمد المنفي
محمد يونس بشير بوحويش المنفي دبلوماسي وسياسي ليبي من طبرق. في 5 فبراير 2021 انتُخب رئيسًا للمجلس الرئاسي الليبي. شغل سابقًا منصب سفير ليبيا في اليونان.

## نشأته
هو محمد يونس بشير بوحويش المنفي، ولد عام 1976، وحصل على درجة الدكتوراه من كلية الهندسة في جامعة طبرق، وينحدر من قبيلة المنفة العربية شرق ليبيا. كان عضواً بمجلس الدولة.
كان المنفي من القيادات النشطة في رابطة الطلاب الليبيين الدارسين في فرنسا تحت لواء «اتحاد طلبة الجماهيرية»، وبعد ثورة فبراير 2011، ترشح لانتخابات 2012 وفاز بعضوية المؤتمر الوطني العام ورئيس لجنة الإسكان والمرافق بالمؤتمر الوطني العام.

## عمله الدبلوماسي والسياسي
أثناء عمله سفيرًا في أثينا كانت العلاقة متوترة بين حكومة الوفاق الوطني الليبية والحكومة اليونانية بسبب الاتفاق الليبي التركي بخصوص الحدود البحرية، وطردته اليونان من أثينا في ديسمبر 2019.
ترشح المنفي رئيسًا للمجلس الرئاسي الليبي، على قائمة مشتركة مع عبد الحميد الدبيبة رئيساً لحكومة الوحدة وموسى الكوني وعبد الله اللافي كنائبي الرئيس، وحصلت قائمتهم على 39 صوتا بزيادة خمسة أصوات عن عقيلة صالح عيسى وفتحي باشاغا. كان ينظر إلى الأخير على أنه مفضل من قِبل الولايات المتحدة، لكن السفير الأمريكي نفى أي محاولة للتأثير على العملية الانتخابية.